# Katiuscia Nadyne Cassemiro
Katiuscia Cassemiro é uma cientista brasileira especializada em física e professora conhecida por suas pesquisas sobre o formato e comportamento de fótons, que têm aplicações importantes em tecnologia e comunicações. Em 2012, foi uma das vencedoras do programa L'Oréal-UNESCO para mulheres em ciência como reconhecimento por sua contribuição à ciência. A premiação destacou seu papel em superar barreiras de gênero e inspirar outras mulheres a seguir carreiras científicas.